# Улицы Нерехты
Улицы Нерехты — перечень годонимов уличной сети города Нерехта вНерехтском районе Костромской области России.
Выявленные в исторических источниках названия улиц Нерехты, бытовавшие в XVI в., группируются по характеру номинации: 1) отантропонимные годонимы; 2) отэкклезионимные годонимы; 3) годонимы, содержащие во внутренней форме указание на характер окружающего ландшафта; 4) годонимы с затемненной мотивировкой. Бо́льшая часть из них имеет славянское происхождение, малая — субстратное финно-угорское, опосредованное славянскими языками и диалектами.
В годы Советской власти произошло массовое переименование урбанонимов, в том числе годонимов.

## Список
В городе на 2022 год около 180 годонимов: улиц, проездов и переулков и т. д.

### Площади
- Площадь 30-летия Победы
- Площадь Каблучников
- Площадь Металлистов
- Площадь Свободы

### Проспекты
Проспект Текстильщиков

### Улицы
- Больничная
- Восточная
- Железнодорожная
- Заречная
- Зелёная
- Ивановская
- Климушинская
- Комсомольская
- Короткая
- Красноармейская
- Крестьянская
- Луговая
- Майская
- Молодёжная
- Нерехтская
- Новая
- Новинская
- Ново-Красноармейская
- Ново-Октябрьская
- Октябрьская
- Осенняя
- Первомайская
- Пионерская
- Подгорная
- Полевая
- Пролетарская
- Рабочая 1-я
- Рабочая 10-я
- Рабочая 11-я
- Рабочая 8-я
- Рабочая 9-я
- Садовая
- Светлая
- Северная
- Советская
- Солнечная
- Строительная
- Текстильная 1-я
- Текстильная 2-я
- Текстильная 3-я
- 11-й годовщины Октября
- 22 Партсъезда
- 8 Марта
- Бебеля
- Белинского
- Володарского
- Восход
- Гагарина (бывшая улица Крякутного[1].
- Гайдара
- Герцена
- Глазова
- Гоголя
- Гончарова
- Горького
- Грибоедова
- Дзержинского
- Димитрова
- Добролюбова
- Додина
- Дружбы
- Есенина
- К.Либкнехта
- К.Маркса
- К.Цеткин
- Калинина
- Кирова
- Космодемьянской
- Котовского
- Красина
- Куйбышева
- Кутузова
- Л.Толстого
- Лазо
- Лапина
- Ларионова
- Ленина
- Лермонтова
- Лобанова
- Ломоносова
- Луначарского
- Мартюшова
- Маяковского
- Металлистов
- Мира
- Мичурина
- Нахимова
- Незамаева
- Некрасова
- Никулина
- Нины Родионовой
- Операторов
- Орджоникидзе
- Орехова
- Осипенко
- Островского
- Пархоменко
- ПМК-1
- Победы
- Пушкина
- Р.Люксембург
- Радищева
- С.Ковалевской
- Свердлова
- Седова
- Серова
- Симановского
- Смирнова
- Суворова
- Сусанина
- Терешковой
- Тимирязева
- Тупицино
- Тургенева
- Урицкого
- Фадеева
- Фролова
- Фрунзе
- Фурманова
- Хутор Сокольники
- Чайковского
- Чапаева
- Чернышевского
- Чехова
- Чкалова
- Шагова
- Шевченко
- Щорса
- Энгельса
- Энергетиков
- Школьная
- Южная
- Ярославская

### Переулки
- Зелёный переулок
- Короткий переулок
- Крупской переулок
- Луговой переулок
- Набережный переулок
- Грибоедова
- Дарвина
- Жуковского
- Зелинского
- К.Либкнехта
- К.Маркса
- К.Цеткин
- Калинина
- Кирова
- Кутузова
- Ломоносова
- Луначарского
- Маяковского
- Менделеева
- Нахимова
- Павлова
- Пушкина
- Свердлова
- Урицкого
- Фадеева
- Чкалова
- Шагова
- Пионерский переулок
- Полевой переулок
- Садовый переулок
- Советский 1-й переулок
- Советский 2-й переулок
- Спортивный переулок
- Строительный переулок
- Тихий переулок
- Хуторской переулок